# 台電離岸風力發電場
台電離岸風力發電場位於臺灣彰化縣芳苑鄉外海，該離岸風力發電場為台灣電力公司所興建並擁有的第一座離岸風力發電場，目前已完成第一期21部海上風力發電機組安裝，為臺灣第二座正式商轉發電的離岸風力發電場，第二期工程持續進行中。

## 沿革

### 背景
台灣電力公司為配合中央政府能源轉型與再生能源發展政策，考量陸域風力發電已接近飽和，因此2015年起轉為研究離岸風力發電的可行性，並計畫利用未來15年投入新臺幣3,300億元，分為兩期工程來新建離岸風力發電場，目標在2025年完成離岸風力發電裝置容量達1GW，一年發電量約可達到65億度。

#### 計畫
2015年11月台電正式提出離岸風力發電計畫第一期，不過因海岸管理法的設置，因此台電需先於安裝場址附近辦理公聽會取得附近住民回饋意見後，海岸管理法主管的內政部才能核發許可，因此申設程序上將會有所延長。

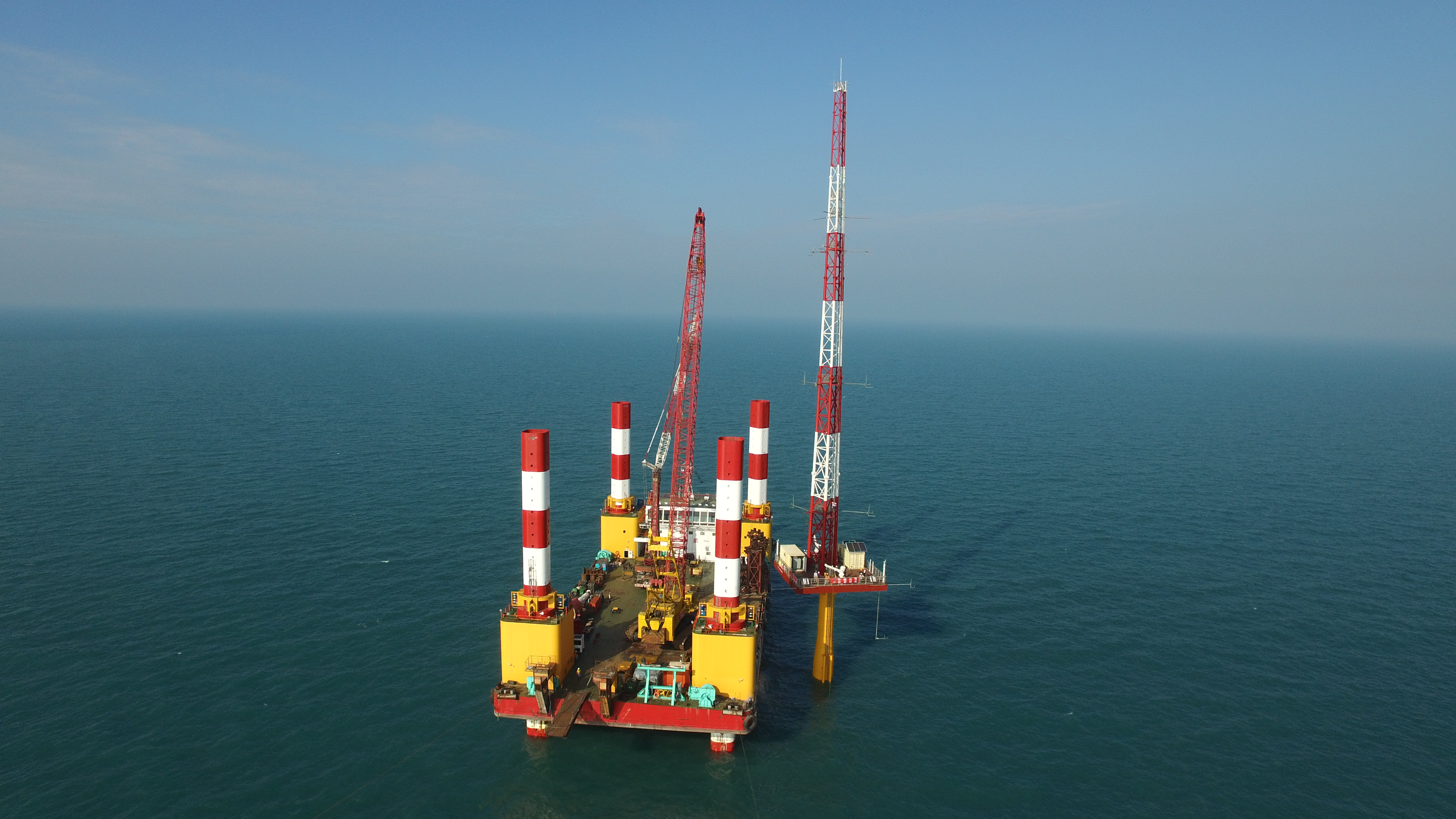
台電海象觀測塔。

而新建離岸風力發電場首要階段為風場觀測與資料蒐集，包含風速、風向、氣壓、太陽日射量、海浪等氣象資料，因此2016年1月台電公司結合中國鋼鐵公司、宏華公司，及宇泰工程公司等團隊，於彰化縣外海新建臺灣首次自製的海象觀測塔，該觀測塔完工後，該年4月開始傳回監測資料，並由國立成功大學協助運作海象監測設備。

### 第一期

#### 施工
2016年台電公司為將來離岸風力發電第一期工程的承辦與設計施工，將完成大甲溪發電廠青山分廠重建工程的青山施工處改組成立海域風力施工處，主辦離岸風力第一期工程，於9月1日在台中發電廠完成揭牌與成立儀式。
台電公司第一期離岸風電計畫經由新成立的海域風電施工處對外辦理招標後，2018年2月13日台電宣布由比利時商楊德諾與日本商日立製作所兩家公司組成之團隊得標，得標金額為新臺幣249.9億元，第一期將裝設21部風力發電機，單部風力發電機裝置容量5.2MW，總裝置容量109.2MW，年發電量超過3.6億度，可供給近9萬家戶一年用電，目標在2020年底可完成全數風機併聯發電。
由於該計畫是台電公司首次進行的離岸風力發電工程，在缺乏往例經驗下，因此台電公司將設計規畫交由營建處負責、現場施工監造由海域風電施工處負責，並另外委託託中興工程顧問公司提供技術諮詢服務，而中興工程顧問公司再找尋丹麥商NIRAS，與設計諮詢公司DNV-GL工組成團隊共同承攬。
楊德諾及日立團對於決標後立即展開風機場址的海域調查、地質鑽探及細部設計作業，當時預計在2019年完成風機下部結構與風力發電機製造等工作，2020年展開水下基礎基樁打設與風力發電機安裝。

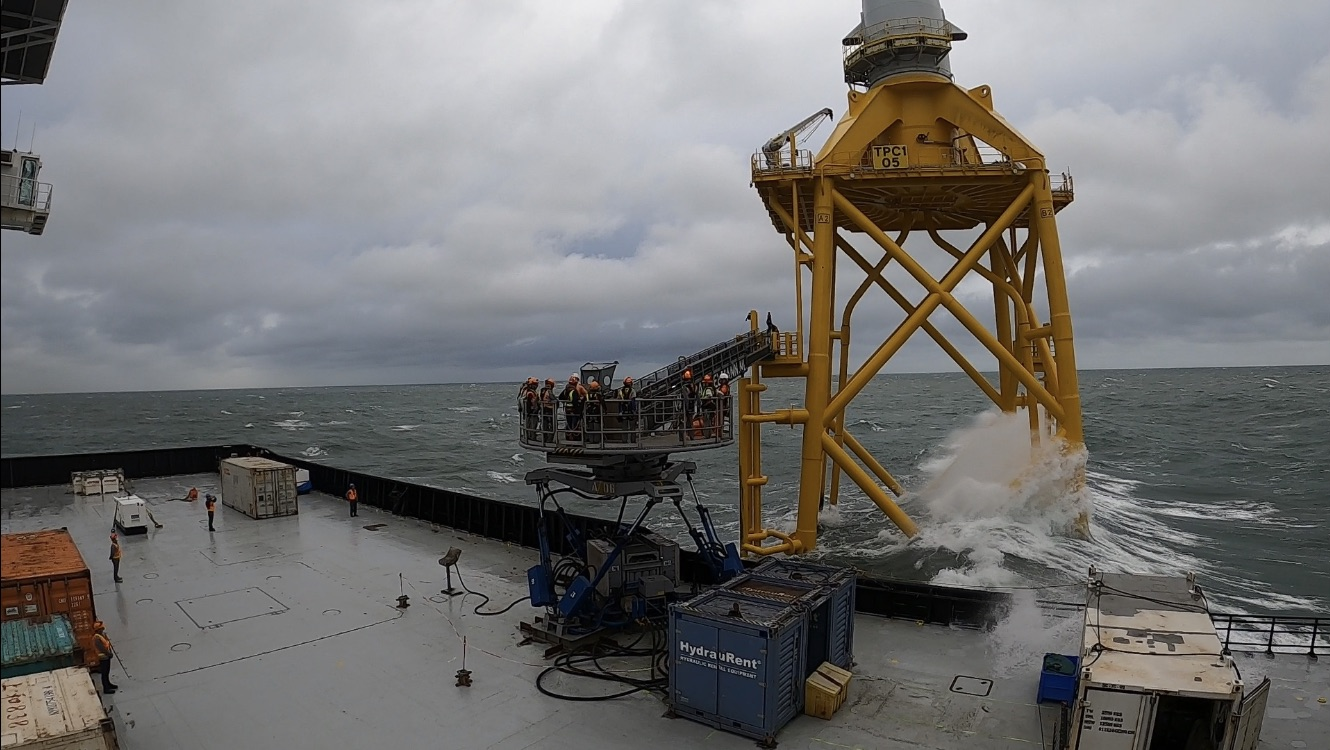
台電離岸風力發電第一期 基樁施工情形。

原訂2020年3月啟動海事工程，卻因新型冠狀病毒疫情影響，一艘荷蘭籍施工船 Aegir 號無法前來臺灣進行水下基礎打樁與套筒桁架安裝工程，經台電營建處與國外廠商多次討論下，協助編擬防疫計畫書，並透過經濟部、能源局、國營會、航港局、疾管署等多方溝通、研商對策後，提報中央流行疫情指揮中心專案審議通過，當年5月 Aegir 號來到臺灣外海。
而當船上137名船員準備入境時，移民署卻又需要主管機關核發的商務履約證明才得以入境，經緊急協調下，獲得能源局核發商務履約證明，直到6月船員才得以順利入境，自此137名船員已在工程船上停滯5個多月之久，另外由於風力發電機多項組件均在外國生產安裝，疫情影響使整體工程進度嚴重延宕。
其中為了將來風力發電機組國產化的政策施行，台電離岸一期工程中，21部風機所需要的84支鋼管樁，其中有4支由屏東縣銘榮元公司製造，為臺灣風力發電本土化重要的里程碑。另外台電公司與臺灣港務公司臺中港務分公司合作，將臺中港第5A及4C碼頭共7公頃空地改建為東南亞最大的離岸風電專用碼頭，由於離岸風機大型組件整體重量將近1千公噸，對此港務分公司特別將5A碼頭前30公尺強化至可承載每平方公尺50噸的乘載量。
2020年7月台電完成離岸一期計畫中的陸上輸變電工程，包含陸上電纜敷設、大城一次配電變電所新設變壓器、開關設備、緊急柴油發電機等工程，而大城變電所因應離岸風力發電併聯後風力發電的間歇特性，也設置「靜態無效電力補償器」，成為台電旗下變電所之首例。
2020年6月至9月完成21部風力發電機的水下基礎打樁工作，並優先完成2部風機安裝，而受限於每年東北季風影響，海上做也僅能在4月至9月間進行，因此9月完成2部風機後，一路停擺到2021年3月底才繼續完成剩下風機安裝作業，5月完成風機陣列海纜埋設，6月發生水下基礎沉陷事故，為臺灣發展離岸風力發電以來第一起打樁事故，同月完成19部風機架設。
因應未來離岸風力發電機組竣工商轉後，將交由台電公司再生能源處負責運維事項，因此再生能源處早於2020年2月19日成立離岸一期計畫籌備小組，並派員在臺中港駐守，以等待到港將準備安裝的風力發電機組件，進行機組構件了解，與安裝程序等。而再生能源處也將於彰化縣鹿港鎮成立離岸風電監控中心，預計於2023年完工啟用。

#### 完工
2021年8月27日台電離岸風力發電第一期正式完工並完成與電網併聯作業，展開連續96小時試運轉及調校作業，而依照台電公司招標合約，施工承攬商楊德諾與日立團隊將負責為期5年的風機運轉維護工作。

### 第二期

#### 施工
台電離岸風電第二期計畫接續第一期計畫之後，擇定彰化縣鹿港鎮外海第26號潛力場址展開，2017年7月向環保署提送環境影響評估報告書，2018年1月17日審查通過。
早於2018年台電離岸二期計畫便獲得能源局離岸風電遴選階段300MW的開發容量，並馬上展開風機基礎施工、安裝與後續運維工程的招標工作，而第二期工程改由再生能源處自主承辦，海域風電施工處則在第一期工程結束後，再度改組為水力施工處，不再承辦離岸風力發電計畫。
2020年6月15日經歷八次流標，台電宣布離岸風電二期工程由富崴能源公司以新臺幣628億元得標，同年7月15日正式動工，預計將採用丹麥維斯塔斯公司生產的9.5MW離岸風機，總裝置容量294.5MW，年發電量超過10億度，預估二氧化碳排放量將減少約403,611公噸，31座套筒式水下基礎部分則由世紀離岸風電設備公司，及世紀鋼鐵結構公司提供，加強臺灣風力發電產業本土化的趨勢。

## 設施

### 發電機組
| 風力發電機類型            | 風力發電類型 | 機組數量 | 裝置容量（MW） | 商轉日期      | 狀態   |
| ------------------------- | ------------ | -------- | -------------- | ------------- | ------ |
| 日本日立 HTW5.2-127 5.2MW | 離岸風力發電 | 21       | 109.2          | 2020年8月27日 | 商轉中 |

| 風力發電機類型          | 風力發電類型 | 機組數量 | 裝置容量（MW） | 商轉日期       | 狀態   |
| ----------------------- | ------------ | -------- | -------------- | -------------- | ------ |
| 丹麦維斯塔斯 V174-9.5MW | 離岸風力發電 | 31       | 294.5          | 2025年（預定） | 施工中 |

### 輸變電設備
離岸風力發電第一期計畫經風力發電機組內部變壓器升壓至33kV後，以海底電力電纜傳輸至陸上電氣室，並再次升壓至161kV後經地下電纜輸送至大城一次配電變電所與電網併聯。
離岸風力發電第二期計畫經風力發電機組內部變壓器升壓至33/66kV後，以海底電力電纜傳輸至陸上電氣室，並再次升壓至161kV後分別輸送至雲林縣臺西一次配電變電所及四湖一次配電變電所。